# Pamatos füleskuvik
A pamatos füleskuvik (Ptilopsis leucotis) a madarak osztályának a bagolyalakúak (Strigiformes) rendjéhez, ezen belül a bagolyfélék (Strigidae) családjához tartozó faj.
Régebben ezt a fajt is az Otus nemhez sorolták, Otus leucotis néven. Néhány rendszer még ma is ezen a tudományos néven tartja nyilván.

## Előfordulása
Afrikában, a Szahara alatti területeken honos. Szavannák, tövises bozótosok és nyílt erdőségek lakója.

## Alfajai
- Ptilopsis leucotis leucotis
- Ptilopsis leucotis margarethae

## Megjelenése
Testhossza 28 centiméter. Szürke tollfülei, fehér arca és narancsvörös szeme van. Pettyes, csíkos tollazata jó rejtőszín a fák között. A nemek hasonlóak.

## Életmódja
Tápláléka főként rovarok áll, de kisebb emlősöket és madarakat is zsákmányol.

## Szaporodása
Béleletlen faodvakban, vagy más madarak által elhagyott fészekben költ.